# Stedho
Stedho, pseudoniem van Steven Dhondt (Huise, 5 maart 1974), is een Belgische stripauteur en illustrator.

## Levensloop
In de lagere school kreeg Stedho onder andere les van Marc de Bel, waarmee hij twee stripalbums maakte, die ze in eigen beheer uitgaven. De Bel werd later een beroepsschrijver. Stedho studeerde daarna architectuur aan de Rijksuniversiteit Gent.
Standaard Uitgeverij ging de Boeboeks-verhalen van De Bel tot stripalbums verwerken en Stedho werd in 2002 gevraagd om andere boeken van De Bel te verstrippen. Hij maakte met Ivan Adriaenssens vervolgens de reeksen Pit en Puf; Getekend, Marc de Bel en De Kriegels.
Na voorpublicatie in het tijdschrift INK en op de Pulp de Luxe-site verscheen in 2005 Ooievarken, wat zijn eerste album onder zijn eigen naam is. Stedho tekende ook voor het tijdschrift P@per en met de Franse scenarist David Boriau maakte hij het kortverhaal Au Nom d'Azane voor het Franse tijdschrift Lanfeust Mag. Vervolgens richtte hij zich meer op het illustreren van kinderboeken.
Rond 2013 wilde Boriau opnieuw met Stedho samenwerken aan de driedelige strip Obscuria. Die strip verscheen uiteindelijk in 2018 en 2019. Intussen verscheen van 2016 tot 2017 Red Rider, een andere trilogie, op scenario van Lectrr. Het betrof een spin-off van de strip De Rode Ridder van onder meer Willy Vandersteen en Karel Biddeloo. Nadien verschenen van zijn hand nog enkele one-shots bij de Franse uitgeverij Jungle.

### Strips
Van zijn hand verschenen onderstaande albums:
- De knikkerdiamanten (eigen beheer, 1985) op scenario van Marc De Bel
- De schat van de clown (eigen beheer, 1986) op scenario van Marc De Bel
- Pit en Puf (Standaard, 2002-2003) op scenario van Ivan Adriaenssens naar Marc De Bel
- Getekend, Marc de Bel (Standaard, 2004-2006) op scenario van Ivan Adriaenssens naar Marc De Bel
- Ooievarken (Oogachtend, 2005)
- De Kriegels (Standaard, 2006-2008) op scenario van Ivan Adriaenssens naar Marc De Bel
- Red Rider (Standaard, 2017) op scenario van Lectrr
- Obscurcia (Delcourt, 2018-2019) op scenario van David Boriau
- Daan Quichot: De spaghetti van opa Pier (Baeckens Books, 2019)[6][7]
- Fils de sorcières (Jungle, 2019-2022) op scenario van Maxe L'Hermenier naar Pierre Bottero[8][9] later in het Nederlands vertaald als Heksenkind (Diedeldus, 2023)
- L'Enfant Océan (Jungle, 2020) op scenario van Maxe L'Hermenier naar Jean-Claude Mourlevat,[10][11] later in het Nederlands vertaald als Oceaankind (Diedeldus, 2021)
- Wanted: Het bloedportret (Drakoo, 2023) op scenario van David Boriau

### Boeken (selectie)
Stedho illustreerde onder meer onderstaande boeken:
- De knetterkwabmachine (Infodok, 1990) geschreven door Marc de Bel
- Marc de Bel en de Superkids (Infodok, 1998) geschreven door Marc de Bel
- Tonus en Troet (Infodok, 2001) geschreven door Marc de Bel
- Stiene en de bultgriezel (Tingel, 2007) geschreven door Marc de Bel
- Don Kameleon en de geheime tempel (Abimo, 2010) geschreven door Bavo Dhooge en Nico De Braeckeleer
- Don Kameleon en de schat van Ani Mala (Abimo, 2011) geschreven door Bavo Dhooge en Nico De Braeckeleer
- Don Kameleon en de tijdspoort (Abimo, 2013) geschreven door Bavo Dhooge en Nico De Braeckeleer
- Een broer!? (Oogachtend, 2016) geschreven door Johan Stuyck
- Boy (Oogachtend, 2016) geschreven door Johan Stuyck
- Babyboem (Oogachtend, 2018) geschreven door Johan Stuyck
- Bukkie (Van Halewyck, 2019) geschreven door Marc de Bel
- Nummer 2 (Oogachtend, 2021) geschreven door Johan Stuyck

## Waardering
Red Rider werd in 2018 bekroond met een FNAC Stripprijs. Stedho maakte een cameo in het Orphanimo!!-album Nu nog Witter!.